# Lò Minh
Lò Minh có tên đầy đủ là Lò Văn Minh (1943–2014) là nhà quay phim, đạo diễn phim tài liệu người Việt Nam.

## Cuộc đời
Lò Minh sinh ngày 5 tháng 10 năm 1943 là con trai Lò Văn Hặc, cựu Chủ tịch Khu tự trị Thái – Mèo, nguyên Phó Chủ nhiệm Ủy ban Dân tộc.
Năm 1960, Lò Minh theo học khóa quay phim dài 4 năm tại Trường Điện ảnh Việt Nam, sau đó về Xưởng phim Thời sự Tài liệu Việt Nam làm trợ lý quay phim trong hai năm đầu. Hai bộ phim tài liệu đầu tay mà Lò Minh làm quay-phim-chính là Chúng em đi học năm 1966 và Ngọn đèn cửa biển 1967. So với tình hình chiến tranh lúc bấy giờ thì hai tác phẩm của ông có phần quá yên tĩnh, khi biết ở Lệ Thủy – Quảng Bình có một đội nữ pháo binh, Lò Minh đã phác thảo kịch bản để xin thực hiện bộ phim tài liệu về họ. Sau khi được chấp thuận, ông đã đến Ngư Thủy vào đầu năm 1968 và ở lại quay phim tại đây trong 1 năm. Khi hoàn thành, bộ phim có tựa đề Những cô gái Ngư Thủy, Lò Minh được cử đi tu nghiệp tại Hungary năm 1969 còn bộ phim được gửi đi dự Festival film tài liệu ở Leipzig – Đức và giành giải thưởng vào năm 1970. Năm 1976, ông tiếp tục được cử đi học thêm tại Ấn Độ.
Năm 1999, được mời về làm Trưởng khoa Điện ảnh của Trường Đại học Sân khấu – Điện ảnh Hà Nội. Ông qua đời ngày 29 tháng 5 năm 2014,  tại Bệnh viện Quân Y 103 sau nhiều năm chữa trị bệnh ung thư vòm họng.
Lò Minh từng là thành viên Ban Giám khảo hạng mục Phim tài liệu, khoa học tại Liên hoan phim Việt Nam lần thứ 14 và Chủ tịch Ban giám khảo hạng mục này tại Liên hoan phim Việt Nam lần thứ 16.

## Tác phẩm
| Năm  | Tựa đề                          | Thể loại           | Vai trò                       | Chú thích |
| ---- | ------------------------------- | ------------------ | ----------------------------- | --------- |
| 1966 | Chúng em đi học                 | Phim tài liệu      | Quay phim chính               |           |
| 1967 | Ngọn đèn cửa biển               | Phim tài liệu      | Quay phim chính               |           |
| 1967 | Hà Nội lập công mừng thọ Bác Hồ | Thời sự – Phóng sự | Đồng đạo diễn, đồng quay phim | [ 5 ]     |
| 1968 | Những cô gái Ngư Thủy           | Thời sự – Phóng sự | Đồng quay phim – Đạo diễn     | [ 6 ]     |
| 1994 | Hồi ức Điện Biên                | Phim tài liệu      | Đồng đạo diễn                 |           |
| 1997 | Trở lại Ngư Thủy                | Phim tài liệu      | Biên kịch – Đọc lời bình      |           |

## Giải thưởng
| Năm  | Giải thưởng                       | Đề cử   | Tác phầm              | Hạng mục           | Kết quả   | Chú thích |
| ---- | --------------------------------- | ------- | --------------------- | ------------------ | --------- | --------- |
| 1973 | Liên hoan phim Việt Nam lần thứ 2 | Lò Minh | Những cô gái Ngư Thủy | Quay phim xuất sắc | Đoạt giải | [ 2 ]     |

| Năm  | Giải thưởng                                                  | Hạng mục      | Tác phầm                        | Kết quả         | Chú thích   |
| ---- | ------------------------------------------------------------ | ------------- | ------------------------------- | --------------- | ----------- |
| 1969 | Liên hoan phim Á – Phi                                       |               | Ngọn đèn cửa biển               | Cúp Bạc         | [ 2 ]       |
| 1970 | Liên hoan phim Việt Nam lần thứ 1                            | Thời sự       | Hà Nội lập công mừng thọ Bác Hồ | Bông sen vàng   | [ 2 ]       |
| 1970 | Liên hoan phim Việt Nam lần thứ 1                            | Phim tài liệu | Ngọn đèn cửa biển               | Bông sen bạc    | [ 2 ]       |
| 1971 | Liên hoan phim Leipzig                                       |               | Những cô gái Ngư Thủy           | Giải Đặc biệt   | [ 7 ] [ 2 ] |
| 1973 | Liên hoan phim Việt Nam lần thứ 2                            | Thời sự       | Những cô gái Ngư Thủy           | Bông sen vàng   | [ 7 ] [ 2 ] |
| 1994 | Giải thưởng Hội Điện ảnh Việt Nam 1994                       | Phim tài liệu | Hồi ức Điện Biên                | Giải B          | [ 2 ]       |
| 1994 | Bộ Quốc phòng về đề tài chiến tranh và cách mạng (1989-1994) | Phim tài liệu | Hồi ức Điện Biên                | Giải A          | [ 1 ]       |
| 1998 | Giải thưởng Hội Điện ảnh Việt Nam 1998                       | Phim tài liệu | Trở lại Ngư Thủy                | Giải A          | [ 2 ]       |
| 1998 | Liên hoan phim châu Á – Thái Bình Dương lần thứ 43           | Phim tài liệu | Trở lại Ngư Thủy                | Huy chương Vàng | [ 2 ] [ 8 ] |
| 1999 | Liên hoan phim Việt Nam lần thứ 12                           | Phim tài liệu | Trở lại Ngư Thủy                | Bông sen Vàng   | [ 9 ]       |

## Tham  khảo
1. 1 2 3 4 5  Đoàn Tuấn (ngày 5 tháng 9 năm 2020). "Đạo diễn Lò Minh: Người con tài hoa của dân tộc Thái". Báo Công an Nhân dân điện tử. Truy cập ngày 15 tháng 12 năm 2024.
2. 1 2 3 4 5 6 7  Cát Khuê - báo Tuổi Trẻ (ngày 30 tháng 5 năm 2014). "Người làm nên huyền thoại Ngư Thủy đã ra đi..." Báo điện tử Pháp Luật thành phố Hồ Chí Minh. Truy cập ngày 15 tháng 12 năm 2024.
3. ↑  Phạm Ngọc (ngày 29 tháng 10 năm 2004). "Liên hoan phim Việt Nam lần thứ 14: "Sự cố" Ban giám khảo trước giờ khai mạc". Báo Thanh Niên. Bản gốc lưu trữ ngày 27 tháng 12 năm 2004. Truy cập ngày 15 tháng 12 năm 2024.
4. ↑  Cát Khuê (ngày 7 tháng 12 năm 2009). "Tối nay, khai mạc LHP Việt Nam lần thứ 16". Báo Thanh Niên. Truy cập ngày 15 tháng 12 năm 2024.
5. ↑  "Phim Hà Nội lập công mừng thọ Bác Hồ - DSF". DSF. Lưu trữ bản gốc ngày 15 tháng 6 năm 2024. Truy cập ngày 15 tháng 12 năm 2024.
6. ↑  "Phim Những cô gái Ngư Thủy - DSF". DSF. Lưu trữ bản gốc ngày 19 tháng 6 năm 2024. Truy cập ngày 15 tháng 12 năm 2024.
7. ↑  "3 phút quay định mệnh". Báo điện tử An ninh Thủ đô. ngày 5 tháng 5 năm 2013. Truy cập ngày 15 tháng 12 năm 2024.
8. ↑  Phan Thanh Phong (ngày 18 tháng 5 năm 2004). "Đạo diễn điện ảnh- NSND Lê Mạnh Thích qua đời". Báo Nhân Dân điện tử. Truy cập ngày 27 tháng 6 năm 2024.
9. ↑  "Liên hoan phim Việt Nam lần thứ XII". Thegioidienanh.vn. ngày 3 tháng 12 năm 2009. Bản gốc lưu trữ ngày 14 tháng 12 năm 2009. Truy cập ngày 8 tháng 12 năm 2009.